# Castanheira de Pera (freguesia)
Pour les articles homonymes, voir Castanheira.
Pour la municipalité, voir Castanheira de Pera.
Castanheira de Pera est une freguesia portugaise située dans le District de Leiria.
Avec une superficie de 50,05 km2 et une population de 3 579 habitants (2001), la paroisse possède une densité de 71,5 hab/km2.